# Emmanuel Koné
Kouamatien Emmanuel Koné (Abongoua, 1986. december 31. –) elefántcsontparti válogatott labdarúgó.

## Sikerei, díjai
- ASEC Mimosas
  - Elefántcsontparti bajnok: 2004, 2005, 2006
  - Elefántcsontparti kupa: 2005, 2007
- CFR Cluj
  - Román bajnok: 2007-08
  - Román kupa: 2007-08, 2008-09